# Řehoř VIII.
Řehoř VIII. (latinsky Gregorius), rodným jménem Albert de Mora, (1100, Benevento – 17. prosince 1187, Pisa), byl papežem od 25. října 1187 do své smrti ještě téhož roku.

## Život
Albert de Mora pocházel z rodiny beneventské šlechty a v mládí vstoupil do cisterciáckého řádu. Roku 1172 se jako papežský legát zúčastnil koncilu v Avranches, který zprostil viny anglického krále Jindřicha II. z vraždy arcibiskupa Thomase Becketa (1118–1170). Do úřadu papeže byl zvolen jako nástupce zemřelého papeže Urbana III. Jeho prvním krokem po zvolení bylo vydání buly Audita tremendi, kterou vyhlásil třetí křížovou výpravu v reakci na katastrofální bitvu u Hattínu, ve které bylo křižácké vojsko Jeruzalémského království zničeno Saladinem, a pád Jeruzaléma do rukou muslimů. Řehoř VIII. se však již křížové výpravy nedožil, neboť zemřel ještě roku 1187. Jeho nástupce se stal Klement III.

## Odkazy

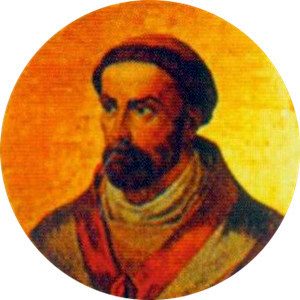
Portrét papeže Řehoře VIII. v bazilice sv. Pavla za hradbami